# Hoagy Carmichael
Hoagland Howard "Hoagy" Carmichael (Bloomington (Indiana), 22 november 1899 – Rancho Mirage (Californië), 27 december 1981) was een Amerikaans componist, pianist, zanger, acteur en bandleider. 

## Loopbaan
Carmichael kreeg vooral bekendheid met zijn composities Stardust, Georgia On My Mind, The Nearness of You en Heart and Soul, vier van de meest opgenomen Amerikaanse liederen aller tijden. Hij speelde ook in veertien films. Tijdens de Tweede Wereldoorlog schreef hij veel nummers ter vermaak van de Amerikaanse militairen, zoals  Cranky Old Yank, Eager Beaver en No More Toujours l'Amour. In 1988 werd hij opgenomen in de Nashville Songwriters Hall of Fame.

## Trivia
- Schrijver Ian Fleming baseerde het door hem bedachte personage James Bond qua uiterlijk op Carmichael.